# Rhaphidophora mima
Rhaphidophora mima — вид квіткових рослин із родини Araceae, роду Rhaphidophora. Це ліана, рідним ареалом якої є від сх. Нової Гвінеї до Соломонових островів.